# Cynorta surinamia
Cynorta surinamia is een hooiwagen uit de familie Cosmetidae.